# Sicco van Goslinga
Pour les articles homonymes, voir Goslinga.
Sicco van Goslinga, né à Herbaijum en 1664 et mort à Dongjum le 20 septembre 1731, est un homme politique et diplomate néerlandais, actif sous les Provinces-Unies.

## Famille
Goslinga a étudié à la Hogeschool de Franeker et à l’université d'Utrecht. Il a épousé, le 12 juin 1692, à Ballum, Joanne Isabelle barones thoe Schwartzenberg und Hohenlansberg. Ils ont eu cinq filles parmi lesquelles Dodonea Lucia (1702) qui s'est mariée en 1723 avec Unico Wilhelm van Wassenaer Obdam (1692-1766). Sicco van Goslinga est enterré à l'église de Dongjum.

## Biographie
Comme député de l'État de Frise, il a participé à la guerre de succession d'Espagne dans les Pays-Bas espagnols aux côtés du Duc de Marlborough. Il a également représenté les Provinces-Unies à l'occasion du traité d'Utrecht.

## Publications
- Mémoires relatifs à la Guerre de succession de 1706-1709 et 1711, de Sicco van Goslinga, publiés par MM. U. A. Evertsz et G. H. M. Delprat, au nom de la Société d’histoire, d’archéologie et de linquistique de Frise, G.T.N. Suringar, 1857.
- (nl) S. van Slingelandt, éd. et W.A. van Rappard, éd., Briefwisseling tussen Simon van Slingelandt en Sicco van Goslinga : 1697-1731, 's-Gravenhage, M. Nijhoff, 1978, 358 p. (ISBN 90-247-2167-9).

## Sources et bibliographie
- Henri Pirenne, Histoire de Belgique, vol. V, Lamertin, 1926, 584 p. (lire en ligne).